# Briton and Boer
Briton and Boer er en amerikansk stumfilm fra 1909.